# Governo Sonnino I
Il Governo Sonnino I è stato il quarantaquattresimo esecutivo del Regno d'Italia, il primo guidato da Sidney Sonnino.  
Esso, nato in seguito alle dimissioni del governo precedente, è stato in carica dall'8 febbraio al 30 maggio 1906 (sebbene già dimissionario dal precedente 17 maggio), per un totale di 111 giorni, ovvero 3 mesi e 22 giorni. 

## Compagine di governo

### Appartenenza politica
| Partito | Partito                   | Presidente | Ministri | Sottosegretari | Totale |
| ------- | ------------------------- | ---------- | -------- | -------------- | ------ |
|         | Destra storica            | 1          | 8        | 8              | 17     |
|         | Sinistra storica          | -          | 2        | 1              | 3      |
|         | Partito Radicale Italiano | -          | 1        | 2              | 3      |

Con l’appoggio esterno, saltuario, del Partito Socialista Italiano.

## Situazione parlamentare

### Situazione parlamentare
NOTA: Nonostante ormai le dinamiche parlamentari sulla fiducia (che venivano spesso attuate indirettamente e tramite vari ordini del giorno), avevano ormai portato ad una prassi di forte rilevanza stratificata e abbastanza consolidata dell’organo legislativo e della monarchia parlamentare, con un’evidente evoluzione in senso democratico della responsabilità politica, essa fu ciononostante solo una convenzione costituzionale. Ufficialmente infatti, ai tempi del Regno d'Italia, poiché secondo lo Statuto Albertino il governo rispondeva concretamente al solo Re (il quale, dando egli stesso una prima fiducia al governo, aveva il potere di far resistere l’esecutivo ad un voto della Camera dei deputati, come alcune volte fece), il rapporto con il Parlamento in senso moderno non era pienamente obbligatorio (ed in tal senso vari sono stati i casi di formazione o sopravvivenza di un governo palesemente privo di tale supporto), pur diventato oramai fondamentale (e più affine alla forma moderna solo successivamente, specie con l’ascesa dei partiti di massa e con l’introduzione del sistema proporzionale). Per questo motivo, il grafico sottostante espone, secondo ricostruzioni e dichiarazioni, nonché secondo la composizione del governo ed anche secondo il voto effettivamente subìto, il supporto che questo ha ottenuto a fini puramente enciclopedici e storici, tenendo conto della facile mutevolezza delle forze politiche e del contesto storico-politico.
Al momento della sua formazione, l’8 febbraio 1906:
| Camera              | Collocazione     | Partiti                      | Seggi     |
| ------------------- | ---------------- | ---------------------------- | --------- |
| Camera dei deputati | Maggioranza      | DEM (339), PLC (76), PR (37) | 452 / 508 |
| Camera dei deputati | Appoggio esterno | PSI (29)                     | 29 / 508  |
| Camera dei deputati | Opposizione      | PRI (24), UECI (3)           | 27 / 508  |

Al momento della sua caduta, il 15 maggio 1906:
| Camera              | Collocazione        | Partiti                                            | Seggi     |
| ------------------- | ------------------- | -------------------------------------------------- | --------- |
| Camera dei deputati | Governo             | PLC (76), DEM (76)                                 | 152 / 508 |
| Camera dei deputati | Opposizione         | DEM-D. (86), PR (37), PSI (29), PRI (24), UECI (3) | 179 / 508 |
| Camera dei deputati | Astenuti            | DEM-D. (40)                                        | 40 / 508  |
| Camera dei deputati | Non votanti/Assenti | DEM-D. (137)                                       | 137 / 508 |

## Composizione
| Carica                                | Titolare                              | Titolare                              | Titolare                                 | Sottosegretario                                        |
| Presidenza del Consiglio dei ministri | Presidenza del Consiglio dei ministri | Presidenza del Consiglio dei ministri | Presidenza del Consiglio dei ministri    | Sottosegretario di Stato alla Presidenza del Consiglio |
| ------------------------------------- | ------------------------------------- | ------------------------------------- | ---------------------------------------- | ------------------------------------------------------ |
| Presidente del Consiglio dei ministri |                                       |                                       | Sidney Sonnino (Destra storica)          | Carica non assegnata                                   |
| Ministero                             | Ministri                              | Ministri                              | Ministri                                 | Sottosegretario                                        |
| Affari Esteri                         |                                       |                                       | Francesco Guicciardini (Destra storica)  | Pietro Lanza di Scalea                                 |
| Agricoltura, Industria e Commercio    |                                       |                                       | Edoardo Pantano (Sinistra storica)       | Edoardo Ottavi                                         |
| Lavori Pubblici                       |                                       |                                       | Pietro Carmine (Destra storica)          | Cesare Ferrero Di Cambiano                             |
| Interno                               |                                       |                                       | Sidney Sonnino (Destra storica)          | Giuseppe De Nava                                       |
| Pubblica Istruzione                   |                                       |                                       | Paolo Boselli (Destra storica)           | Luigi Credaro                                          |
| Guerra                                |                                       |                                       | Luigi Majnoni d'Intignano (Indipendente) | Fortunato Marazzi                                      |
| Marina                                |                                       |                                       | Carlo Mirabello (Indipendente)           | Augusto Bianco                                         |
| Finanze                               |                                       |                                       | Antonio Salandra (Destra storica)        | Giulio Alessio                                         |
| Grazia e Giustizia e Culti            |                                       |                                       | Ettore Sacchi (PRI)                      | Pietro Chimienti                                       |
| Poste e Telegrafi                     |                                       |                                       | Alfredo Baccelli (Destra storica)        | Elio Morpurgo                                          |
| Tesoro                                |                                       |                                       | Luigi Luzzatti (Destra storica)          | Alfredo Codacci Pisanelli                              |

## Cronologia

### 1906
- 8 febbraio - Il governo giura dinnanzi al Re.
- 15 maggio - La Camera dei Deputati respinge, con 179 contrari (152 favorevoli, 40 astenuti, 137 non votanti), anche a causa del passaggio all’opposizione di radicali e socialisti, un disegno di legge in materia di riscatto delle ferrovie meridionali. Il governo dunque, tenuto conto del voto, rassegna le dimissioni dinnanzi al Re che, accettatele, conferisce l’incarico a Giovanni Giolitti.
- 29 maggio - Con il giuramento del nuovo esecutivo termina ufficialmente l’esperienza di governo.